# كورتني سيمز
كورتني سيمز (بالإنجليزية: Courtney Sims)‏ مواليد 21 أكتوبر 1983 في ماساتشوست، هو لاعب كرة سلة أمريكي بدأ مسيرته الاحترافية في سنة 2007 يلعب في الدوري الكوري لكرة السلة كلاعب وسط ويحمل الرقم 44. يبلغ طوله 6 قدم 11 بوصة (2.1 م).

## فرق لعب لها
- إنديانا بايسرز
- فينيكس صنز
- نيويورك نيكس
- نادي سسكا موسكو لكرة السلة

## إحصائيات المسيرة

### الموسم الاعتيادي
| السنة   | الفريق         | لعب | بدأ | دقيقة | ميداني% | ثلاثية | حرة  | ارتداد | صنع | استلاب | تصدي | نقطة |
| ------- | -------------- | --- | --- | ----- | ------- | ------ | ---- | ------ | --- | ------ | ---- | ---- |
| 2007–08 | إنديانا بايسرز | 3   | 0   | 3.7   | .000    | .000   | .000 | .7     | .3  | .0     | .0   | .0   |
| 2008–09 | فينيكس صنز     | 1   | 0   | 2.0   | .000    | .000   | .000 | .0     | .0  | .0     | .0   | .0   |
| 2008–09 | نيويورك نيكس   | 1   | 0   | 11.0  | .500    | .000   | .000 | 4.0    | .0  | .0     | .0   | 6.0  |
| المسيرة |                | 5   | 0   | 4.8   | .429    | .000   | .000 | 1.2    | .2  | .0     | .0   | 1.2  |

## روابط خارجية
- كورتني سيمز على موقع إن بي أي (الإنجليزية)
- كورتني سيمز على موقع سبورتس رفرنس (الإنجليزية)
- كورتني سيمز على موقع كرة السلة الأوروبية.كوم (الإنجليزية)
- كورتني سيمز على موقع كلية كرة السلة في سبورتس رفرنس.كوم (الإنجليزية)
- كورتني سيمز على موقع ريلجم (الإنجليزية)
- كورتني سيمز على موقع بروبوليرز (الإنجليزية)
- كورتني سيمز على موقع سبورتس رفرنس (الإنجليزية)
- كورتني سيمز على موقع سبورتس رفرنس (الإنجليزية)